# سيسيل آرثر لويس
سيسيل آرثر لويس (بالإنجليزية: Cecil Arthur Lewis)‏ (و. 1898 – 1997 م) هو كاتب سيناريو، وطيار"Sagittarius Surviving : Cecil Lewis : 9780850524482". مؤرشف من الأصل في 2019-12-08."Odd Book Out - Fun Facts, Questions, Answers, Information". مؤرشف من الأصل في 2012-11-18."Sagittarius Rising by Cecil Lewis - Penguin Books USA". مؤرشف من الأصل في 2016-03-03.، ومخرج أفلام، وكاتب بريطاني، توفي في لندن"People Of Gurdjieff'S Influence". مؤرشف من الأصل في 2018-05-16."First World War.com - Prose & Poetry - Cecil Lewis". مؤرشف من الأصل في 2018-07-20.، عن عمر يناهز 99 عاماً.

## التعليم
تعلم في Oundle School ‏
.

## الخدمة العسكرية
خدم في الجيش البريطاني، وخدم في سلاح الجو الملكي.

## جوائز وترشيحات
حصل على جوائز منها:
- جائزة الأوسكار لأفضل كتابة "سيناريو مقتبس"، عن عمل: بجماليون (1938)
- الصليب العسكري

ترشح لـ:
جائزة الأوسكار لأفضل كتابة "سيناريو مقتبس"، عن عمل: بجماليون (1938).

## وصلات خارجية
- سيسيل آرثر لويس على موقع IMDb (الإنجليزية)
- سيسيل آرثر لويس على موقع ألو سيني (الفرنسية)
- سيسيل آرثر لويس على موقع أول موفي (الإنجليزية)
- سيسيل آرثر لويس على موقع قاعدة بيانات الأفلام السويدية (السويدية)
- سيسيل آرثر لويس على موقع قاعدة بيانات الفيلم (الإنجليزية)
- سيسيل آرثر لويس على موقع كينوبويسك (الروسية)